# Vergil
Vergil (バージル, Bājiru) é um personagem fictício da série de videojogos Devil May Cry criada e publicada pela Capcom; introduzido no primeiro Devil May Cry em 2001 como um dos filhos híbridos do cavaleiro demónio Sparda e também chefe de nome Nero Angelo (ネロアンジェロ, Nero Anjero). Como muitos personagens da série, seu nome foi inspirado em Virgílio do poema italiano Divina Comédia. 
Vergil por ser híbrido possui poderes sobrenaturais. Ao contrário do seu irmão gémeo Dante, Vergil é mais sério em relação ao seu treino. A sua personalidade também é oposta à do irmão, com um comportamento calmo, frio e estoico, ao contrário de Dante que é mais arrogante e sempre em busca de emoção. Apareceu em quatro videojogos Devil May Cry como inimigo do seu irmão, assim como no romance e no manga inspirados na série.
Vergil em Devil May Cry 3 e Devil May Cry 5  tem a voz de Daniel Southworth; ja em Devil May Cry tem a voz de David de Lautour.
O personagem foi muito bem recebido por publicações de videojogos com muitos a elogiarem o seu papel e por ser um dos melhores chefes da série e também pela sua inclusão em Devil May Cry 3: Special Edition como um personagem jogável.

## Características
Vergil é o irmão gémeo de Dante. Os dois são filhos do demónio Sparda e de Eva. Vergil é meio-demónio, o que lhe dá habilidades sobre humanas. Ao contrário do seu irmão, Vergil é mais sério em relação ao seu treino. A sua personalidade também é oposta à do irmão, com um comportamento calmo, frio e estoico ao contrário de Dante que é mais arrogante e sempre em busca de emoção. Porém, os dois adoram as lutas que por vezes têm um com o outro.
Em grande parte, Vergil parece idêntico a Dante no cabelo e nas características faciais. No entanto, Vergil geralmente tem o cabelo penteado para trás em vez de para baixo e escovado como Dante. Antes de ser transformado em Nelo Angelo, Vergil usava um longo casaco azul com três caudas e uma cobra como padrão no lado direito do casaco. Depois disso, usa uma armadura pesada que pulsa cores de acordo com a sua vitalidade. A armadura incluí um capacete humanoide com chifres salientes na testa e uma capa. No confronto final contra Dante, ele tirou o capacete para revelar um tom de pele branco doentio com veias azuis e olhos vermelhos, com o cabelo penteado para trás. A armadura de Nelo Angelo ganhou uma ligeira reformulação em Devil May Cry 3.
Ao contrário de Dante, Vergil está disposto a abraçar a sua herança demoníaca, e procura emular em si o poder e a personalidade do seu pai. Enquanto Dante procura proteger a humanidade dos demónios, Vergil quer mais poder demoníaco, independentemente das consequências para aqueles que o rodeiam. Ele valoriza o poder de Sparda, considerando que sem ele é impossível proteger qualquer coisa.
Em luta, a arma principal de Vergil é uma katana de nome Yamato, que herdou de Sparda. Vergil prefere espadas a armas de fogo, porque não as considera dignas de um "verdadeiro guerreiro".

## Aparências

### VideojogosDevil May Cry
Vergil aparece no primeiro jogo Devil May Cry como Nelo Angelo, um cavaleiro das trevas sob as ordens do Rei Demónio Mundus, que o controla psicologicamente para matar o seu irmão, Dante. Dante encontra Nelo Angelo três vezes. No último dos encontros, Nelo Angelo destapa a sua face para revelar que é Vergil. No fim, Nelo Angelo aparentemente explode, deixando para trás a sua metade do amuleto, que a sua mãe lhe deu e a Dante quando eram crianças.
Vergil tem um papel mais preponderante em Devil May Cry 3: Dante's Awakening onde é retratado como um homem adolescente que deseja ter o poder do seu pai, o demónio Sparda. Aliado a um homem de nome Arkham, Vergil procura ter o amuleto de Dante, a fim de abrir a porta entre o seu mundo e o mundo dos demónios. Vergil derrota Dante quando este se recusa a ajudar e fica com a sua parte do amuleto. Porém, quando Dante o desafia, Arkham trai Vergil para ficar com o poder de Sparda para si mesmo. Para parar Arkham, Vergil e Dante unem-se antes de terem um ultimo combate entre os dois. Quando Vergil é derrotado acaba por escolher ficar no Mundo Demoníaco para lutar lá com Mundus. Na versão actualizada do jogo, Devil May Cry 3: Special Edition, Vergil é uma personagem jogável e pode participar nas missões de Dante.
Em Devil May Cry 4, A Ordem da Espada usa fragmentos de Nelo Angelo para conseguir criar o Alto e Bianco Angelos, demónios artificiais compostos por uma armadura alimentada por uma alma de um demónio ou de um humano. A espada de Vergil, a Yamato, é usada por Nero, um outro descendente de Sparda, restaurada quando o demónio que existe no interior de Nero acorda.
No reinicio que foi dado à série, em DmC: Devil May Cry, Vergil aparece como líder da Order e um hacker bem sucedido. Ele traz Dante de volta para sua casa de infância para revelar sua ligação que têm um com o outro e convence-lo a ajudar a destruir Mundus. Enquanto Vergil completa a sua parte do plano no mundo humano, Dante batalha através de Limbo, uma realidade paralela. Eventualmente, Vergil usa o poder da Yamato para fechar as Portas do Inferno, cortando assim a fonte do poder de Mundus. Depois de derrotarem Mundus, ele revela a sua verdadeira intenção: governar o mundo juntamente com Dante. Luta-se então contra Vergil como o ultimo chefe do jogo. Depois de derrotado, Vergil escapa por um portal. Vergil também é um personagem jogável em Vergil's Downfall, um conteúdo adicional de DmC: Devil May Cry. Nesta história secundária seguimos a busca de Vergil pelo poder até substituir Mundus como o novo Rei Demónio.[carece de fontes?]
No trailer final de Devil May Cry 5 confirmou que estará no jogo.
Em Devil May Cry 3: Dante's Awakening (2005) e em Devil May Cry 5 (2019) o Vergil tem a voz de Daniel Southworth. Em DmC: Devil May Cry (2013) este tem a voz de David de Lautour. Nelo Angelo tem a voz de David Kelley em Devil May Cry. O Nelo Angelo tem a voz de David Kelley em Devil May Cry.

### Outras aparências
Nos romances de Shinya Goikeda, Vergil aparece como um mercenário com o pseudónimo de Gilver, um homem alto coberto de gaze. Torna-se parceiro de Dante com ambos a caçar demónios; no entanto, no clímax da história, ele confronta Dante e sai derrotado do duelo, com Dante a aperceber-se nos momentos finais que Gilver era afinal o seu irmão. No segundo romance Vergil aparece como Nelo Angelo liderando uma revolução contra Mundus numa dimensão alternativa. A manga Devil May Cry 3 de Suguro Chayamachi, acontece um ano antes dos eventos do jogo com o mesmo nome, onde Arkham diz a Vergil uma maneira de entrar no mundo dos demónios, começando assim os seus planos. Vergil também é várias vezes mencionado no romance adaptado a partir de Devil May Cry 4; Dante lembra-se muitas vezes do irmão ao ver Nero, mas afirma que Vergil está morto. Também é o personagem principal da banda desenhada de Guillaume Dorison DmC: Devil May Cry: The Chronicles of Vergil, que segue a história de Vergil antes dos eventos do jogo.
Vergil também aparece como personagem jogável no videojogo de luta Ultimate Marvel vs. Capcom 3. Também é uma carta em SNK vs. Capcom: Card Fighter DS. O seu traje de Devil May Cry 3 está disponível no videojogo Sengoku Basara 4 da Capcom. A Square Enix, através da série Play-Arts Kai, lançou uma figura de Dante e outra de Vergil, baseadas em Devil May Cry 3.

## Criação e conceito
O nome de Vergil foi retirado do poema Divina Comédia de Dante Alighieri. O nome Nelo Angelo é uma tradução errada de "Nero Angelo" ("Anjo Negro" em italiano). Este erro de soletração foi mantido por toda a série incluindo nos romances, porque Nelo Angelo tornou-se bastante popular. Enquanto o personagem foi desenhado por Daigo Ikeno para Devil May Cry 3, a sua forma em Devil Trigger (forma demoníaca) foi criada por Kazuma Kaneko.
Quando o personagem foi tornado jogavel em Devil May Cry 3: Special Edition a Capcom teve de retirar alguns dos seus movimentos devido à limitação de espaço. No entanto tentaram manter alguns que ele usa quando defronta Dante durante a sua campanha. A lista de movimentos foi feita para reflectir a sua personalidade calma que contrastava com o carácter arrogante de Dante. Ao fazerem as personagens, Vergil foi feito mais forte que Dante mas mais difícil de controlar à medida que o jogador aprende mais gestos. Vergil tornou-se um personagem popular dentro da equipe de produção do jogo. Hideaki Itsuno observou que também era popular nos Estados Unidos, porque vários personagens de filmes de Hollywood empunham katanas. Tal popularidade resultou que Itsuno discutisse as suas ideias com produtores para a criação de um jogo apenas focado em Vergil.
Vergil foi dublado em japonês pela primeira vez em Ultimate Marvel vs. Capcom 3. O actor, Hiroaki Hirata, foi o escolhido tanto pela equipa de Devil May Cry como pela de Ultimate Marvel vs. Capcom 3. O produtor de Ultimate Marvel vs. Capcom 3, Ryota Niitsuma, e Hiroyuki Kobayashi acharam que a voz do actor é adequada para Vergil. Similar a Devil May Cry 3: Special Edition, Vergil foi desenhado para se jogar como Dante, embora com algumas diferenças para fazer os dois personagens únicos.

## Recepção

Vergil ataca um inimigo com a Yamato. A possibilidade de jogar com Vergil em Devil May Cry 3: Special Edition foi bem recebida pelos críticos.

Vergil foi bem recebido e elogiado pelas publicações da especialidade. A sua estreia como Nelo Angelo mantém-se como um dos melhores chefes da série Devil May Cry com a GamesRadar e a PlayStation Universe a comentarem a sua perícia e o impacto que tem em Dante. O seu papel em Devil May Cry 3 teve comentários similares com a UGO Networks a inclui-lo na lista "Top 50 Hardest Boss Battles" (Os 50 Chefes Mais Difíceis), um artigo baseado na dificuldade requerida para o derrotar e na sua relação com Dante. A IGN listou-o como o melhor chefe da série Devil May Cry tendo em conta todas as suas aparições nos vários jogos. Em 2008, Jesse Schedeen da IGN comparou Vergil a Gray Fox da série Metal Gear como "dois guerreiros formidáveis do reino dos videojogos" em que ambos "conhecem os seus fins infelizes."
A inclusão de Vergil na versão actualizada de Devil May Cry 3 como um personagem jogável foi também objecto de discussão. A PALGN apreciou como os movimentos de Vergil eram diferentes dos de Dante, tornando o jogo numa experiência diferente. Também foi notado que por ser mais poderoso que Dante, poderia fazer uma impressão positiva ou negativa no jogador devido à forma como baixa a dificuldade do jogo. Jeremy Dunhan da IGN também elogiou os movimentos únicos de Vergil, mas criticou o quão poderoso era, reduzindo o desafio nas lutas contra os chefes - um dos pontos fortes do jogo. A GameSpot considerou que jogar como Vergil não era tão interessante como com Dante, porque este começa com múltiplas habilidades, levando a uma falta de melhorias em todo o jogo. A GameSpot também lamentou que lutou contra os mesmos chefes tal como Dante mas não teve uma história da sua autoria. Vaughn Smith da Cheat Code Central viu a inclusão de Vergil como um dos pontos mais fortes das actualizações, também comentando sobre o quão diferente ele é de Dante. Embora partilhando a opinião dos outros críticos que jogar como Vergil torna o jogo mais fácil. A 1UP observou que ao jogar com ele sentia-se como um "durão", isto porque o personagem permanece em silêncio durante a maior parte do jogo.

## Ligações Externas
- «DevilMayCry.com»